# كاتدرائية القديس سافا
كاتدرائية القديس سافا (بالصربية: Храм светог Саве) هي كنيسة صربية أرثوذكسية تقع في بلغراد في صربيا. هي واحدة من أكبر الكنائس الأرثوذكسية في العالم. كما تُصنف من بين أكبر مباني الكنائس في العالم. وخُصِصت الكنيسة للقديس سافا، وهو مؤسس الكنيسة الصربية الأرثوذكسية وشخصية مُهمة في صربيا في القرون الوسطى. وبُنيت الكنيسة على هضبة فراسار حيث تم إحراقِ رفاته في 1595 من قِبل العثماني سنان باشا الصدر الأعظم.
من موقع الكنيسة تَظهر كامل مدينة بلغراد، وربما يكون المبنى الأكثر ضخامة في المدينة. وتم تمويل بناء هيكل الكنيسة حصراً عن طريق التبرعات. منزل الرعية في مكان قريب من الكنيسة، ومن المخطط إنشاء مبنى أبوي للبطريرك.

## معرض صور

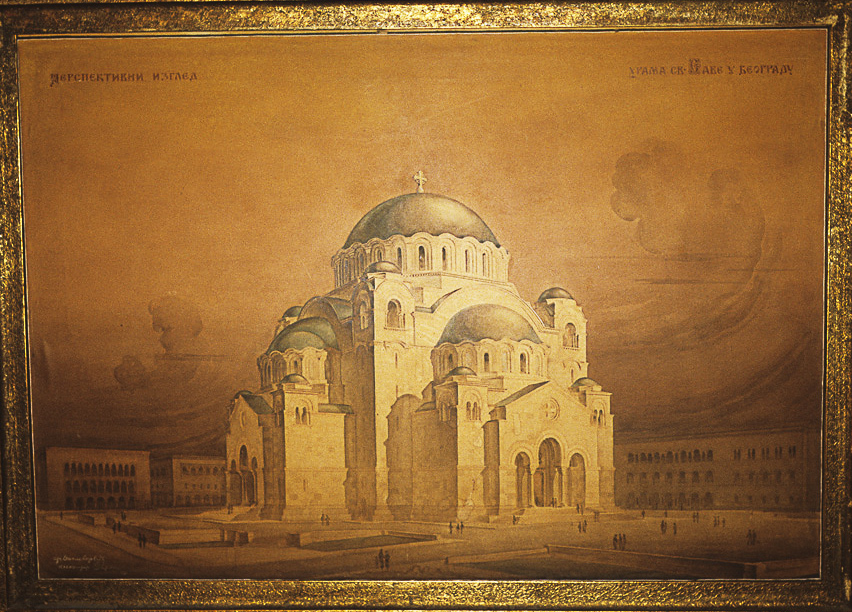
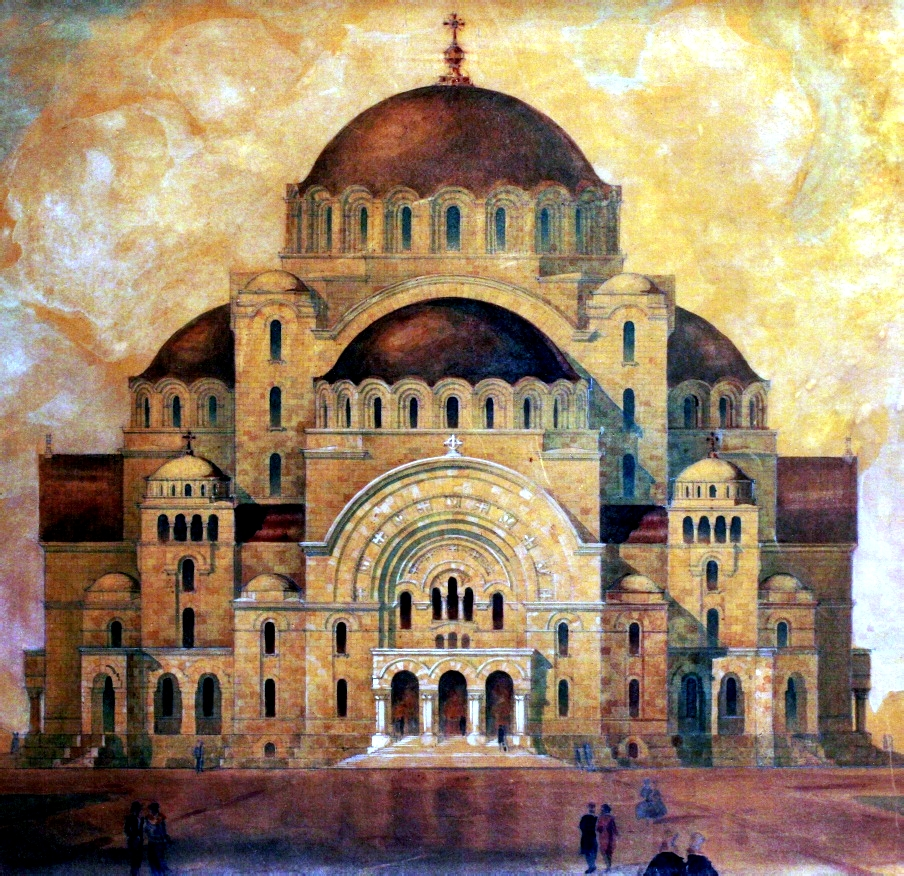
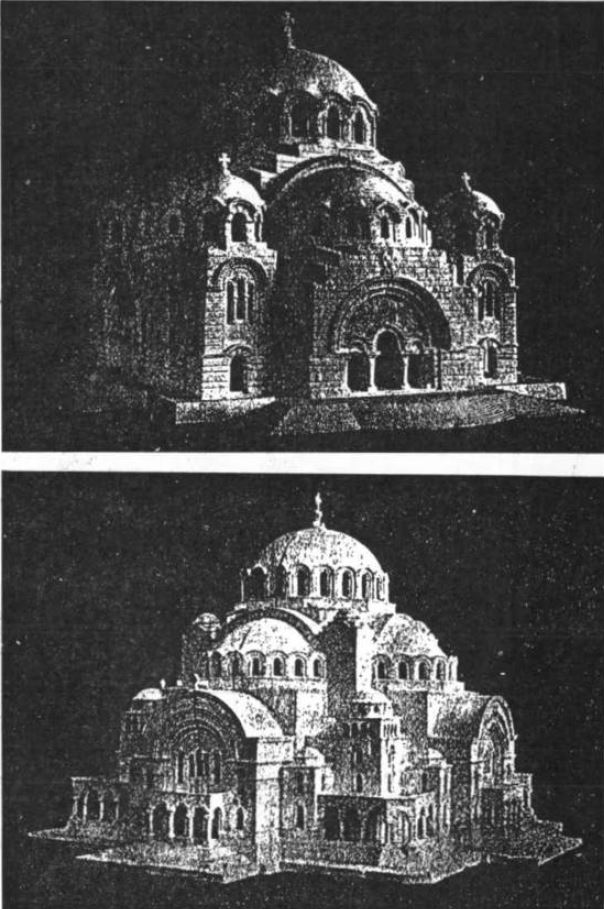